# Isthmohyla graceae
Isthmohyla graceae är en groddjursart som först beskrevs av Myers och William Edward Duellman 1982.  Isthmohyla graceae ingår i släktet Isthmohyla och familjen lövgrodor. IUCN kategoriserar arten globalt som akut hotad. Inga underarter finns listade i Catalogue of Life.